# Nabat (aliment)
Pour les articles homonymes, voir Nabat (homonymie).
Le nabat, novvot ou navat est une sucrerie persane d'Iran qui est un équivalent local du sucre candi. Le nabat se présente sous la forme de sucre cristallisé. Il est produit à partir de sirop de sucre et du safran. Le nabat peut avoir des couleurs variées allant du blanc au brun.

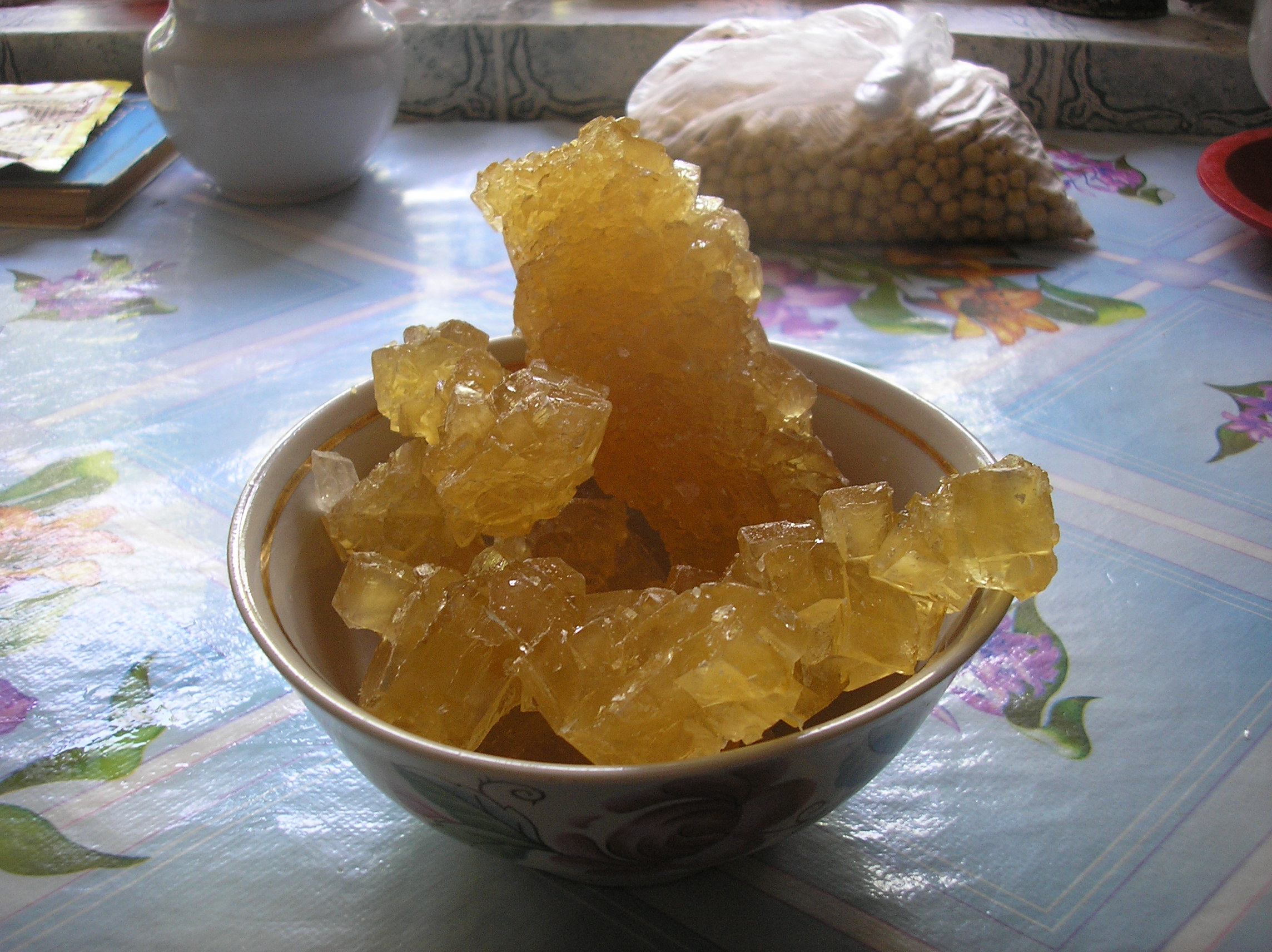
Nabat

Produite selon une technique traditionnelle, la nabat est largement répandue dans les pays d'Asie Centrale et l'Iran, où on en trouve facilement dans les bazars locaux. Le Nabat se met généralement dans le thé, mais s'utilise à la fois comme sucre ordinaire et comme dessert à part entière.